# Botanophila incrassata
Botanophila incrassata är en tvåvingeart som först beskrevs av Stein 1920.  Botanophila incrassata ingår i släktet Botanophila och familjen blomsterflugor. Inga underarter finns listade i Catalogue of Life.